# ISO 3166-2:RE
ISO 3166-2:RE – kody ISO 3166-2 dla Reunionu.
Kody ISO 3166-2 to część standardu ISO 3166 publikowanego przez Międzynarodową Organizację Normalizacyjną. Kody te są przypisywane głównym jednostkom podziału administracyjnego, takim jak np. województwa czy stany, każdego kraju posiadającego kod w standardzie ISO 3166-1. 
Aktualnie (2017) dla Reunionu nie zdefiniowano kodów dla podjednostek administracyjnych, natomiast Reunion jako departament zamorski (terytorium zależne) wchodzący w skład Francji, ma dodatkowo kod ISO 3166-2:FR wynikający z podziału terytorialnego tego państwa FR-RE.